# 排

北約APP-6A標圖符號，三點代表排

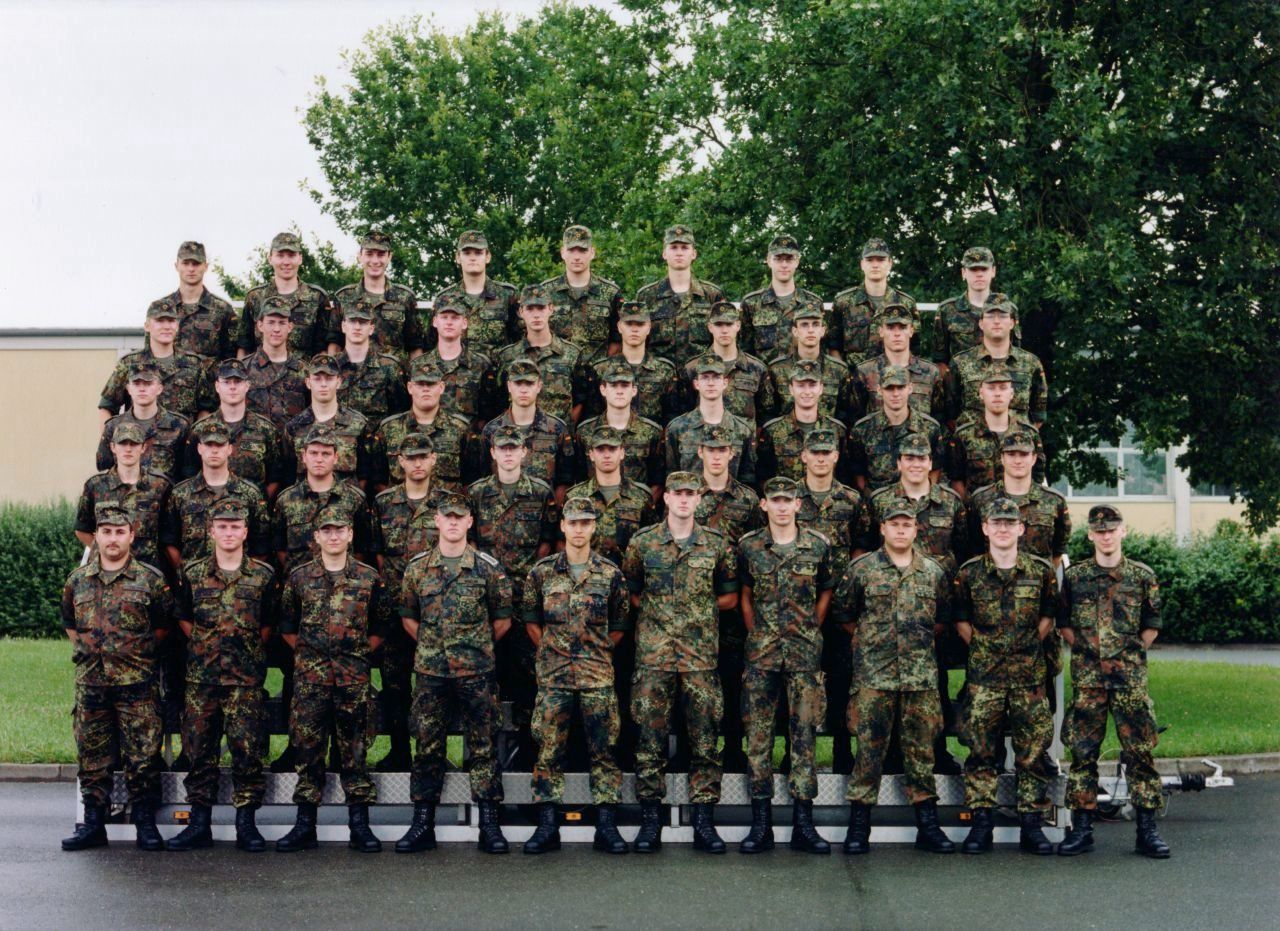
德軍的一個排

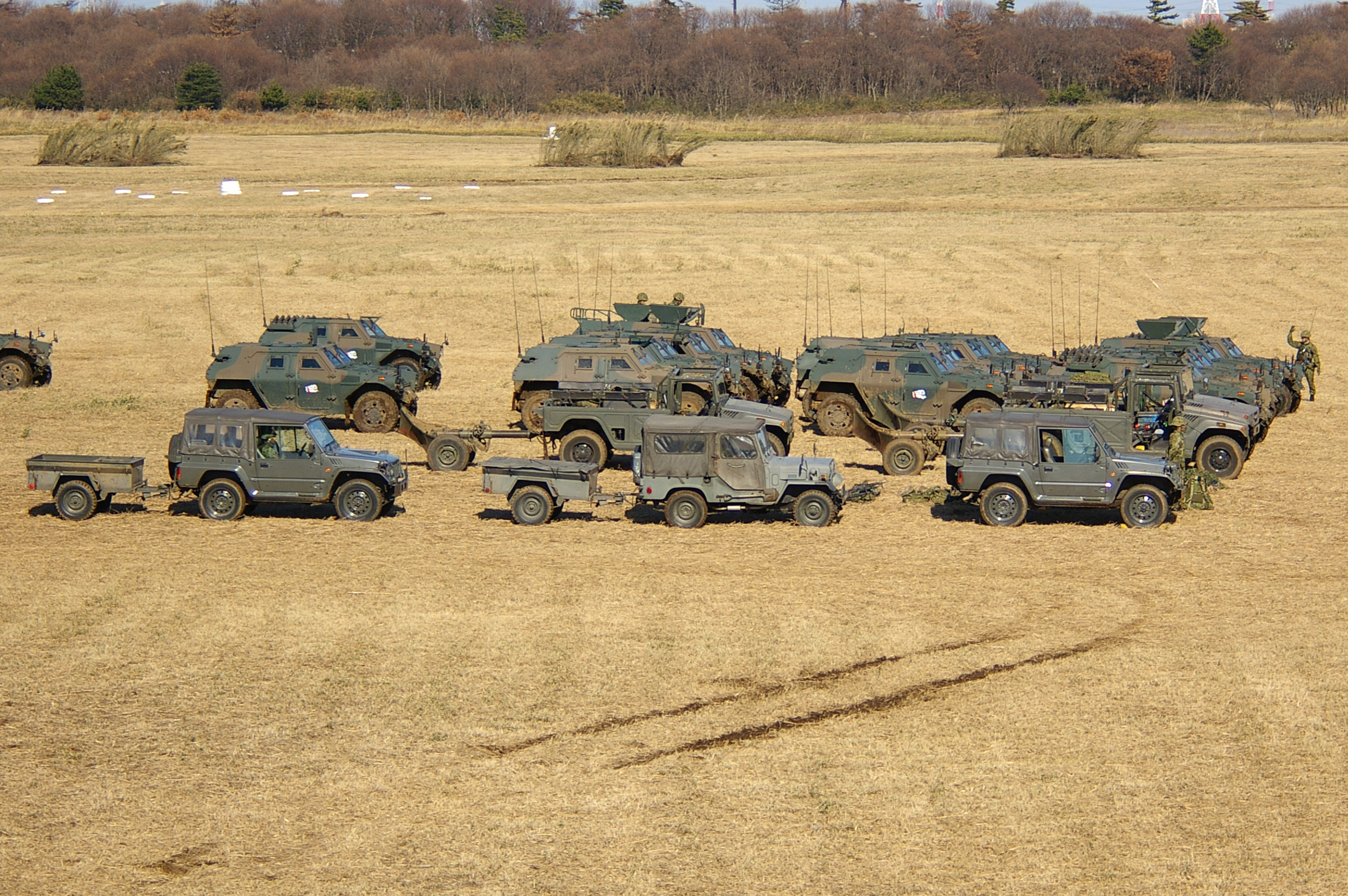
日本機動步兵排

排是陸軍、海軍陸戰隊等軍種的编制，一般為30至60人。由若干個班组成。譬如在三三制當中，一個排由排部、三個班加上直屬單位共同組成，為戰術的基本單位。多個排在一起，形成連。
一般言之，排的組成為排部：排長（通常是軍官，中尉或是少尉）一名、副排長（通常是資深士官，多為上士，有時由中士佔缺擔任。若無人接任則亦可由士官長暫代）一名、三個步兵班（每班約9人到15人，理論上各班均有班長、副班長各一名），加一個火力組（組長一名，可能有3到5人，榴彈手一名，步槍手數名）
有些军事單位或是軍事學校、訓練所也把排称为「區队」；日語和韓語漢字稱為「小隊」。